# Platja de La Ribera
La Platja de la Ribera, es troba en la Costa Central asturiana, no presentant cap mena de protecció mediambiental, en la localitat de Luanco, en el concejo asturià de Gozón.

## Descripció
La platja de la Ribera presenta forma de petxina, estant comunicada amb la Platja de Luanco mitjançant un passeig marítim que recorre tota la zona compresa entre el vell port de Luanco fins a les noves instal·lacions de l'actual port esportiu. No tenint molta afluència de banyistes, ni a l'estiu.
Malgrat tenir un jaç sorrenc, presenta, en el seu vessant oriental, afloraments rocosos. Se li coneix a la zona amb els noms de Samarincha i Samarinchon, sent dos autèntics pedrers. La Samarincha, d'uns 50 metres, desapareix amb la pleamar, i en ella se situava durant l'Edat Mitjana l'antic Port Ballenero de Luanco. Més tard es va instal·lar en ella un balneari, "La Rosario".
Actualment la platja de la Ribera, és utilitzada per celebrar anualment el Torneig Internacional de Tennis "Platja de Luanco", únic al món que es disputa en pista de sorra de platja.
Com a serveis encara que no presenta lavabos, ni dutxes, sí que té papereres, servei de neteja, oficina de turisme, establiments de begudes i menjars, i fins i tot telèfon públic. Malgrat tot no té senyalització de perill, i, ni a l'estiu, d'un lloc d'auxili i salvament.